# Harpurhey
Harpurhey é uma área do centro da cidade de Manchester, no noroeste da Inglaterra, a aproximadamente três milhas a nordeste do centro da cidade. A população estimada no censo de 2011 foi de 17.652 habitantes. Tem um grande mercado diário e distrito comercial, bem como estação de polícia local e centro de lazer. Em 1981, a Asda abriu um grande supermercado como parte do novo centro distrital de Harpurhey, agora conhecido como North City Shopping Center.